# Kudryńce

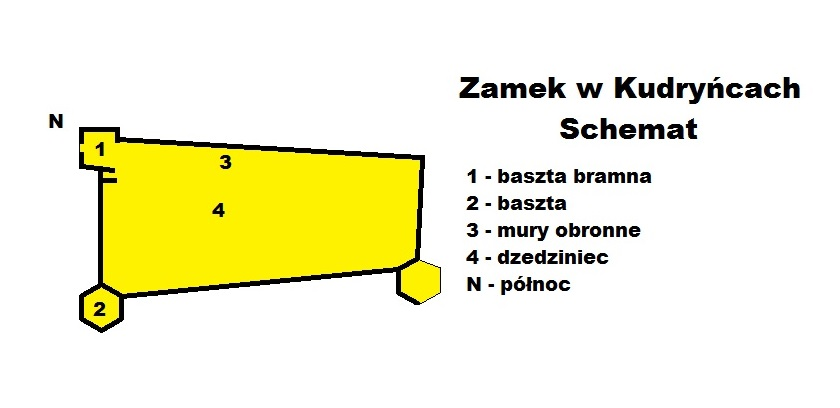
Zamek w Kudryńcach. Schemat

Kudryńce (ukr. Кудринці, Kudrynci) – miejscowość położona na Ukrainie w rejonie czortkowskim w obwodzie tarnopolskim. W II Rzeczypospolitej miejscowość była siedzibą gminy wiejskiej Kudryńce w powiecie borszczowskim województwa tarnopolskiego.

## Położenie
Miasto położone było po prawej stronie rzeki Zbrucz w jej zakolu. Dzeliło się na Kudryńce Dolne i Górne oraz przysiółek Zawale, który leżał na południe od miasta po lewej i prawej stronie Zbrucza w zakolu rzeki.
Nad Zbruczem po lewej stronie rzeki ok. 1 km od miasta pod koniec XIX wieku leżała wieś o tej samej nazwie w pow. kamienieckim, gm. Rychta (nad rz. Zwaniec), parafia katolicka Czarnokozienice nad Zbruczem, liczyła 430 mieszkańców, własność Koziebrodzkich, dzierżawił St. Chmielowski.

## Historia

Herb Herburtów

Miasto lokowane na prawie magdeburskim w roku 1518, przez Herburtów. W miejscu znajdowała się parafia rzymskokatolicka. Do 1772 roku województwo podolskie. Od roku 1772 było to miasteczko graniczne między Austro-Węgrami a Rosją. Do 1918 roku – miasto w Królestwie Galicji i Lodomerii w Cesarstwie Austriackim, w powiecie borszczowskim, starostwo powiatowe w Mielnicy nad Dniestrem. Pod koniec XIX wieku miasteczko liczyło 2315 mieszkańców. Do 1939 roku – miasto w województwie tarnopolskim.
30 kwietnia 1887 zniszczył pożar dom mieszkalny i dwa budynki na obszarze dworskim. Właścicielka Ester Bardfeld, matka 8-ga dzieci ratując klejnoty wartości około 1200 zł., została głowniami spadającymi przywaloną i pomimo rychłego ratnnku przez trzech lekarzy, zmarła wkrótce potem.
Od 1882 w Kudryńcach przebywał Adam Chmielowski, gościł wtedy u swojego brata Stanisława Chmielowskiego, który dzierżawił majątek Kudryńce nad Zbruczem.
W okresie międzywojennym w miejscowości stacjonowała kompania graniczna KOP „Kudryńce”.

## Zabytki
- zamek, jedna z największych twierdz polskich, wybudowana przez Herburtów na początku XVI wieku, położona na wysokiej skarpie w Kudryńcach nad Zbruczem; obecnie w ruinie[5].
- zamek w pobliskich Czarnokozińcach, znajduje się na północ od miejscowości Kudryńce, po drugiej stronie Zbrucza[5].

## Znani
- Adam Chmielowski, św. brat Albert (1845–1916), zakonnik, założyciel zgromadzenia albertynów, powstaniec styczniowy
- Teodor Chmielowski (1892–1920), major artylerii Wojska Polskiego, kawaler Orderu Virtuti Militari
- Maria z Chmielowskich Łunkiewicz-Rogoyska (1895–1967), malarka, członkini grupy Plastycy Nowocześni i Bloku Zaw. Artystów Plastyków,
- Fryderyk Herburt, (1470-1519) chorąży lwowski, staraniem Fryderyka Kudryńce uzyskały prawa miejskie w roku 1518
- Brunon Romiszewski (1892–1986), generał brygady Wojska Polskiego
- Stanisław Wandzilak (1917–2000), kapitan, Dywizjon 308 Wielka Brytania, Royal Air Force, dowódca na stanowiskach w Flying Training Command. Odznaczony Srebrnym Krzyżem Virtuti Militari (nr 10794), Krzyżem Walecznych, Distinguished Flying Cross, Order of the British Empire (z rąk królowej Elżbiety II) oraz Air Force Cross